# Quinta Galli
Quinta Galli es un barrio residencial dentro de la localidad de Crucecita perteneciente al Partido de Avellaneda en la zona sur del Gran Buenos Aires, Argentina.

## Situación actual
Quinta Galli es uno de los barrios más residenciales de Avellaneda. Está conformado principalmente por casas estilo chalé. Durante el año pasado varias casonas se remodelaron y se subdividieron. También entraron en construcción varios complejos de dúplex. El radio más buscado está entre el 1700 y el 2200 de la avenida Mitre. 
Debido a la inseguridad que se estaba viviendo en el barrio los vecinos decidieron poner varios sistemas de alarmas vecinales en numerosas cuadras del lugar. Por su parte la Municipalidad de Avellaneda mejoró las luminarias públicas y reforzó la presencia policial en la zona.

## Edificios destacados
- Asociación Espiritista "El Triángulo"
  - Calle Lemos 113.

- Esquina Alejandra Pizarnik
  - Calle Lambaré en su intersección con calle Necochea.
- Salón del Reino de los Testigos de Jehová
  - Calle Lemos entre calles Necochea y Dorrego.
- Sinagoga Beit Yacob-Anshei Polin
  - Calle Florencio Varela 151.
- Sociedad de Fomento y Centro de Jubilados Quinta Galli Este
  - Ricardo Gutierrez 2102.

- Límites del barrio:
  - Calle Florencio Varela
  - Avenida Presidente Bartolomé Mitre
  - Calle Obligado
  - Calle Brandsen

## Vías de acceso
La principal vía de acceso es la Avenida Presidente Bartolomé Mitre, que desde la altura del 1800 al 2100 atraviesa el barrio. 
También se puede acceder por ferrocarril mediante la Línea General Roca (Trenes Argentinos Operaciones), cuya estación más cercana es la Estación Sarandí a la altura de Avenida Presidente Bartolomé Mitre al 3000, en la vecina ciudad de Sarandí.
Las principales líneas de colectivo son las líneas 17, 22, 33, 98, 129, 148, 178, 247, 271, y 570.